# Bedelia (film)
Bedelia è un film del 1946, diretto da Lance Comfort. 